# 安徽商贸职业技术学院
安徽商贸职业技术学院（英文：Anhui Business College），是一所位于安徽省芜湖市的高等职业院校。学校前身为建于1903年的安徽省商业学校，2000年安徽省商业学校和安徽商业职工大学合并建立安徽商贸职业技术学院。

## 校史沿革

### 安徽省商业学校
1903年，安徽教育家李光炯先生于湖南省长沙市创办安徽旅湘公学。1904年，安徽旅湘公学迁至安徽省芜湖市，更名为“安徽公学”。1912年，改名为“甲种实业学堂”。1919年6月，设立“省立第一甲种商业学校”。1923年，省立第一甲种商业学校改名为“省立第一商业学校”。1928年2月，省立第一商业学校与省立第二甲种农业学校合并，成立省立第二中等职业学校。1934年8月，省立第二中等职业学校改名为“省立芜湖高级农业职业学校”。抗日战争期间，由于芜湖被日本侵占，学校被迫停办。
1942年，安徽省政府在立煌县（现金寨县）创办“安徽省立立煌高级商业职业学校”。1946年，安徽省立立煌高级商业职业学校迁至芜湖，更名为“省立芜湖高级商业职业学校”。1949年后，学校先后改名为芜湖市高级职业学校商科、皖南区芜湖市中级商业技术学校。1952年，改名为“安徽省芜湖商业学校”。1961年，更名为“安徽商业学校”。1972年9月，定名为“安徽省商业学校”。

### 安徽商业职工大学
1984年，经安徽省政府批准，创立“安徽商业职工大学”，面向全省商业在职职工，培养专科层次商业经营管理人才。1985年，开办函授中专教育。

### 安徽商贸职业技术学院
2000年6月18日，经安徽省政府批准，原安徽省商业学校和安徽商业职工大学合并，建立安徽商贸职业技术学院。2008年，学校被确定为首批“安徽省示范性高等职业院校”立项建设单位。2010年，被确定为国家骨干高职院校立项建设单位。2015年，列入安徽省高校综合改革首批试点院校和安徽省首批地方技能型高水平大学立项建设单位。

## 院系设置
学校设有9个教学系部，分别为会计系、经济贸易系、财务金融系、工商管理系、电子信息工程系、艺术设计系、人文外语系、思想政治理论课教学部和体育教学部。共有36个专业，其中国家级重点建设专业7个、安徽省特色专业12个、安徽省综合改革试点专业14个。